# Селвота (Изернија)
Селвота је насеље у Италији у округу Изернија, региону Молизе.
Према процени из 2011. у насељу је живело 662 становника. Насеље се налази на надморској висини од 158 м.